# 上萬場站

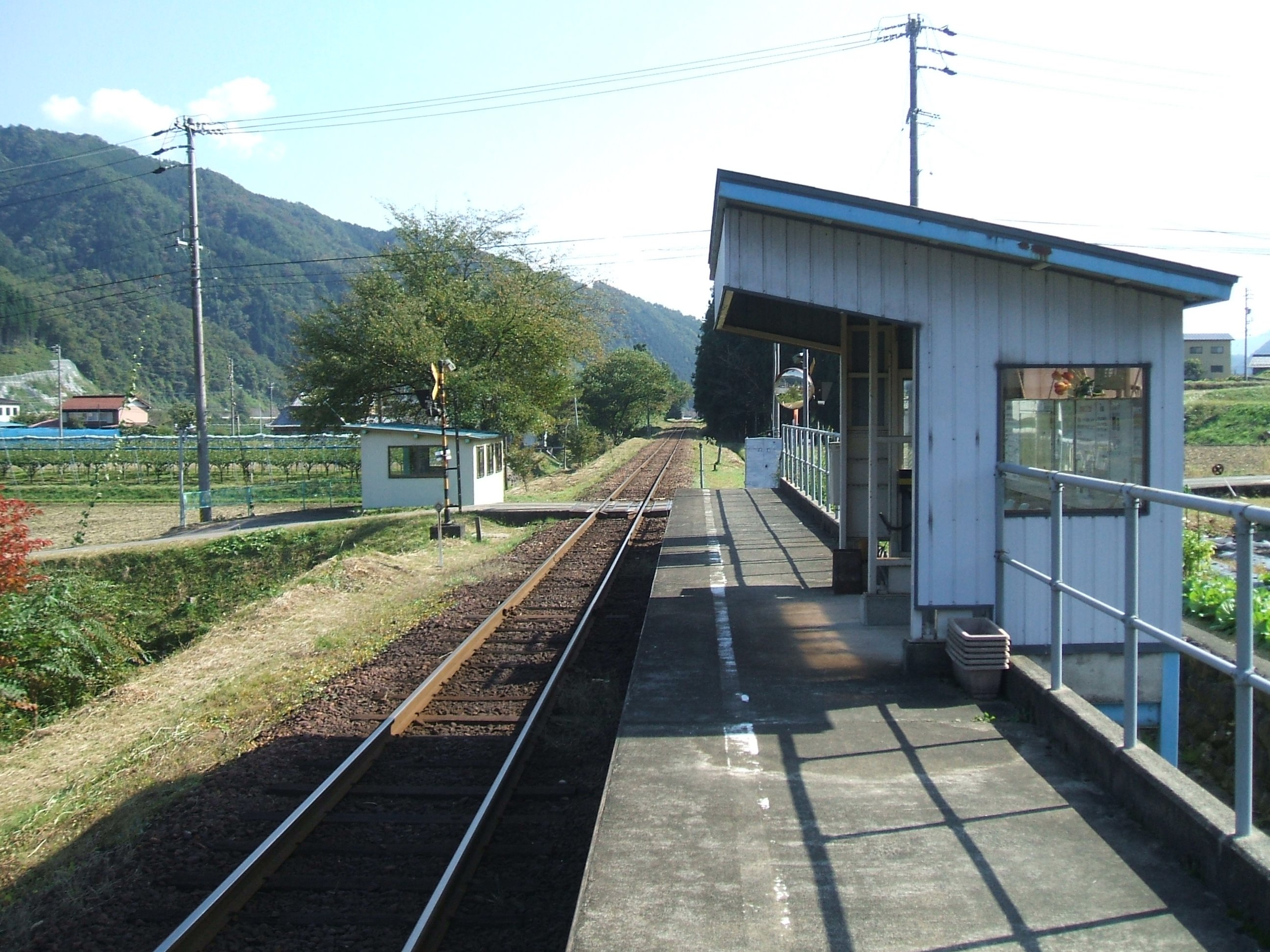
候車室與月台(2009年10月)

上萬場站（日语：／ Kami-mamba eki */?）是位於岐阜縣郡上市大和町萬場，屬於長良川鐵道的越美南線車站。車站編號是31。

## 歷史
- 1987年（昭和62年）9月21日 - 車站啟用[1]。

## 車站構造
本站是地面車站，設有1面1線單式月台。車站出入口直接連接月台。此站是無人車站，沒有設置自動售票機。月台中央附近設有候車室。

## 使用狀況
| 年度               | 1日平均 乘車人次 | 1日平均 乘車人次 |
| ------------------ | ---------------- | ---------------- |
| 2011年（平成23年） | 3                |                  |
| 2012年（平成24年） | 2                |                  |
| 2013年（平成25年） | 3                |                  |
| 2014年（平成26年） | 2                |                  |
| 2015年（平成27年） | 2                |                  |

## 車站周邊
- 岐阜縣道52號白鳥板取線（日语：岐阜県道52号白鳥板取線）
- 長良川

## 相鄰車站
長良川鐵道
越美南線
萬場（30）－上萬場（31）－大中（32）

## 注腳
1. 1 2  曾根悟（監修）. 朝日新聞出版分冊百科編集部（編集） , 编. . 週刊朝日百科. 26号 長良川鉄道・明知鉄道・樽見鉄道・三岐鉄道・伊勢鉄道. 朝日新聞出版. 2011-09-18: 11 （日语）.

## 外部連結
- 上萬場站｜【官方網站】長良川鐵道株式會社 （页面存档备份，存于）（日語）